# Белгородский ювелирный завод
Белгородский ювелирный завод — российская компания, специализирующаяся на производстве и розничной продаже ювелирных изделий под брендом Svetlov. С 2021 года является владельцем ювелирной компании «Адамас».

## История
Компания была основана в 2004 году в Белгороде как сеть ювелирных магазинов под брендом «Карат». В течение последующих десяти лет ювелирная сеть «Карат» стала одной из крупнейших в Черноземье.
В 2015 году было объявлено о планах по строительству ювелирного завода, его запуск состоялся 22 марта 2017 года. Первоначально завод работал под брендом «АРТ-Карат», в 2020 году был произведен ребрендинг компании под бренд Svetlov.
В 2020 году сеть достигла максимального числа магазинов в Белгороде, Старом Осколе, Воронеже и Москве. Кроме того, были запущены в работу оптовые филиалы в Ростове, Перми, Новосибирске и Самаре, а также открыт офис в Казахстане.
В середине 2021 года появилась информация о том, что Белгородский ювелирный завод начал сделку по приобретению ювелирной компании «Адамас». После объединения белгородская компания рассчитывает стать одним из трех крупнейших игроков российского рынка ювелирных изделий.
Сделка по приобретению «Адамаса» состоялась в июле 2021 года. Совладельцами «Адамаса» стали председатель совета директоров Белгородского ювелирного завода Михаил Несветайло и президент объединения предприятий «Вымпел А» Эдуард Бендерский. Генеральным директором «Адамаса» был назначен Игорь Данилов, бывший топ-менеджер Sokolov Jewelry и Sunlight.

## Производство
Белгородский ювелирный завод осуществляет полный цикл производства и продажи ювелирных украшений: создание дизайна украшений, производство ювелирных украшений, контроль качества, розничная и оптовая продажа.
В 2020 году год завод произвёл 1 977 кг готовой продукции. Выручка от продаж компании по итогам 2020 года составила 1,1 млрд руб. В 2020 году компанией получено 109,4 млн руб. чистой прибыли.